# Sporophila bouvreuil
Sporophila bouvreuil là một loài chim trong họ Thraupidae.